# Ryan Fenech
Ryan Fenech (* 20. April 1986 in Ħamrun) ist ein maltesischer Fußballspieler.
Fenech begann das Fußballspielen beim örtlichen Heimatverein Ħamrun Spartans. Dort durchlief er alle Jugendteams bis hin zum Profikader. Dort wurde er ab 2002 Stammspieler. Nach dem Abstieg seines Vereines Ende der Saison 2008/09 wurde er von Sliema Wanderers ausgeliehen. Am Ende der Spielzeit kehrte er zu den wieder aufgestiegenen Spartans zurück. Anfang 2011 nahm ihn der FC Valletta unter Vertrag. In der Saison 2010/11 gewann er mit seiner Mannschaft die Meisterschaft. Zu Beginn der Spielzeit 2011/12 kam er kaum zum Einsatz und wurde in der Rückrunde an die Sliema Wanderers ausgeliehen. Nach seiner Rückkehr avancierte er zur Stammkraft in Valletta und führte das Team zur Meisterschaft 2014. Anschließend wurde er zu Maltas Fußballer des Jahres gekürt. Im Sommer 2015 verließ er den Klub und schloss sich dem FC Balzan an. Nach drei Spielzeiten wechselte er erneut zu den Sliema Wanderers. Seit Sommer 2019 spielte er für den FC Birkirkara.
Fenech kam zwischen 2008 und 2018 insgesamt 45 Mal in der maltesischen Nationalmannschaft zum Einsatz.